# Manowar
Manowar és un grup de música de heavy metal de la ciutat d'Auburn a l'estat de Nova York. Formats l'any 1980, són coneguts per fer cançons amb una gran èmfasi al heavy metal, la fantasia, a ells mateixos i a temes mitològics, particularment de la mitologia nòrdica. El so de Manowar és sorollós i potent, i és que, en una entrevista per la MTV el febrer del 2007, el baixista Joey DeMaio va lamentar: «aquests dies, manca molt metal èpic que s'amara amb guitarres que aixafen amb cors i orquestres… per això, és bonic ser una de les poques bandes que ho fa». El 1984 el grup va ser inclòs al llibre Guinness World Records per ser el grup més sorollós del món, un rècord que ha sigut trencat en dues ocasions. També tenen el rècord del concert de heavy metal més llarg, que va durar 5 hores i 1 minut a Bulgària el 2008.
De totes maneres, mai han tingut èxit als Estats Units, però mantenen una imatge forta dedicada als fans: que són coneguts i anomenats «Manowarriors» o «Immortals». D'altra banda, són molt famosos a Europa i tenen també un gran seguiment a l'Amèrica del Sud.
El grup ha venut 9 milions d'àlbums.

## Biografia

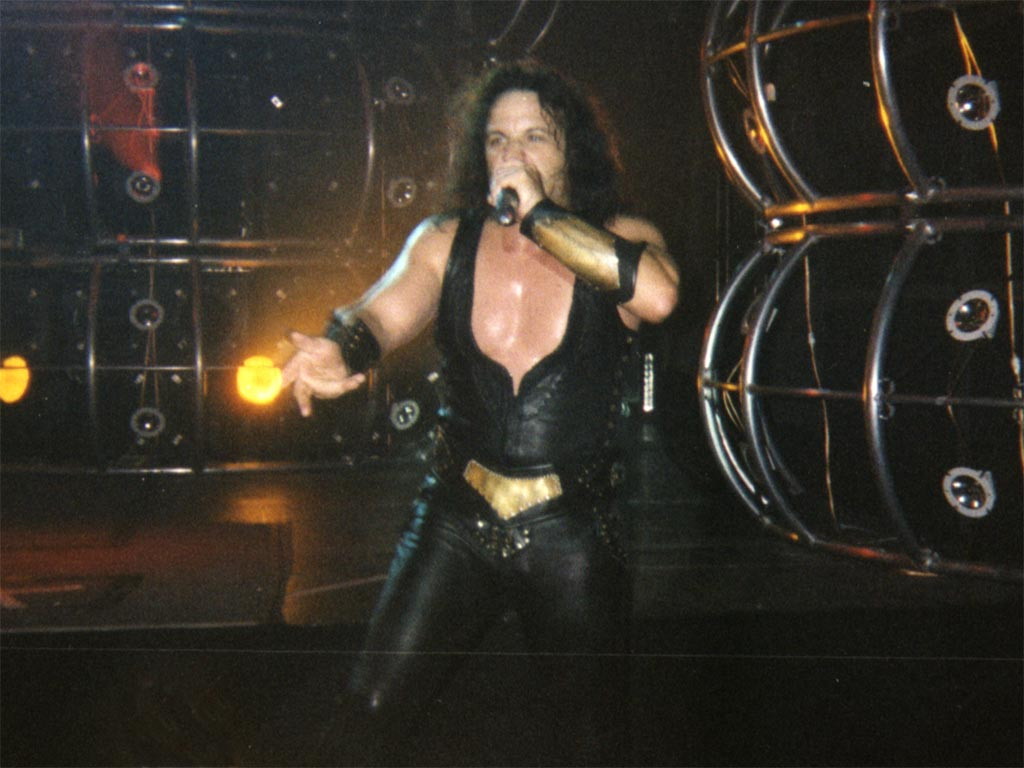
Eric Adams de Manowar, en directe al Bercy Paris de 2002

Joey DeMaio treballava com a tècnic de baix elèctric i encarregat de la pirotècnia per a Black Sabbath quan va conèixer Ross the Boss (Ross Friedman, o també Ross Funicello del difunt grup Dictators) que tocava per a Shaking Street, aleshores teloners de Black Sabbath.
Van reclutar després un vocalista i el bateria Donny Hamzik. Ja amb el nom de Manowar van gravar un primer àlbum Battle Hymns, que incloïa la cançó «Dark Avenger» amb una narració recitada per Orson Welles. Després d'això van canviar de discogràfica. Van gravar un segon àlbum Into Glory Ride amb Scott Colombus que substituïa Hamkiz a la bateria. Columbus va aconseguir la seva pròpia manera de tocar la percussió canviant el kit standard per un personalitzat d'acer inoxidable. El tercer àlbum Hail to England va ser gravat en tan sols sis dies. Després va aparèixer l'àlbum Sign of the Hammer, disc dissonant que començava a afermar el nom de Manowar gràcies. Llavors s'obre a l'escena heavy Fighting the world, ja considerat un dels millors àlbums, que incloïa grans èxits com «Fighting the world», «Blow your speakers» o «Carry On».
El 1988 arriba el disc Kings of Metal. A partir d'aquest disc, el grup va ser reconegut pel públic com els reis del Metal. És el disc que més reforça la seva filosofia, amb peces com «Kings of Metal» o «Blood of the Kings». Altres cançons molt reconegudes en són «The Crown and the Ring» que es va interpretar amb una coral de veus masculines a una catedral o «The flight of the Bumblebee» on Joey DeMaio llueix la seva habilitat amb el baix.
Manowar es va consagrar com el grup més sorollós del món en arribar als 129,5 decibels gràcies a deu tones d'amplificadors i altaveus en la seva gira Spectacle of Might (Espectacle del Poder) a la Gran Bretanya. El rècord consta al llibre Guinness World Records.

## Membres actuals
- Eric Adams - Veu
- Joey DeMaio - Baix i teclats
- Karl Logan - Guitarra
- Scott Columbus - Bateria

## Antics membres
- Guitarristes:
  - Ross the Boss (Ross Friedman) (1979-1988). Guitarrista i col·laborador en diferents grups.
  - David Shankle (1989-1993). Encara que en el passat va tocar amb grups no gaire importants de Chicago, va ser elegit per reemplaçar a Ross Friedman després d'una prova amb més de 150 guitarristes.

- Bateries:
  - Karl Kennedy (1979)
  - Donnie Hamzik (1981-1982)
  - Rhino (1992-1995)

## Discografia
- Battle Hymns (1982)
- Into Glory Ride (1983)
- Hail To England (1984)
- Sign Of The Hammer (1984)
- Fighting The World (1987)
- Kings Of Metal (1988)
- The Triumph Of Steel (1992)
- The Hell Of Steel (1994)
- Louder Than Hell (1996)
- Hell on Wheels (1997) (En directe, dos CD's)
- Hell on Stage (1999) (En directe, dos CD's)
- Warriors Of The World (2002)
- Sons of Odin (2006)
- Gods of War (2007)
- Thunder in The Sky (2009)

### En directe
- Hell on Wheels (1997)
- Hell on Stage (1999)
- Gods of War Live (2007)
- b side the gods (2008) (2 CDs en directe)

### Recopilacions
- Manowar Kills (1992)
- The Hell of Steel: Best of Manowar (1994)
- Anthology (1997)
- The Kingdom of Steel (1998)
- Steel Warriors (1998)

### Singles/EPs
- «Defender» (1983)
- «All Men Play On Ten» (1984)
- «Blow Your Speakers» (1987)
- «Herz Aus Stahl» (1988)
- «Metal Warriors» (1992)
- «Defender» (1994)
- «Return of the Warlord» (1996)
- «Courage» (1996)
- «Courage Live» (1996)
- «Number 1» (1996)
- «Live in Spain» (1998)
- «Live in Portugal» (1998)
- «Live in France» (1998)
- «Live in Germany» (1998)
- «Warriors of the World united» (2002)
- «Warriors of the World united Part 2» (2002)
- «An American Trilogy/The Fight for Freedom» (2002)
- «Dawn of Battle» (2002)
- «King of Kings» (inclòs al «Hell on Earth Part IV«) (2005)
- «The Sons of Odin» (Primer EP) (2006)
- «Die with Honor» (2008)
- «Loki God of Fire» (2008)
- Die with Honor (2008) (single)
- Father (2009) (Single) (Cantada en 16 llengües: anglès, alemany, italià, hongarès, espanyol, romà, búlgar, noruec, francès, grec, turc, polonès, japonès, croat, portuguès i finès.)

## DVD's / Caixes
- Secrets of Steel (Caixa amb dos discs i una cinta VHS) - 1993
- Hell on Earth Part I (DVD) - 2001
- Fire and Blood (DVD) (2002)
- Warriors of the World United (Mini-DVD) - 2002
- Hell on Earth Part II (DVD doble, el segon DVD és un concert al Brasil)
- Hell on Earth Part III (DVD doble) - 2003
- Hell on Earth Part IV (DVD doble) - 2005
- The Absolute Power (DVD) - 2006
- Magic Circle Festival Volume 1 (DVD) (2007)
- Magic Circle Festival Volume 2 (DVD) (2008)